# Hans Schomburgk
Hans Schomburgk (Hamburg, 1880. október 28. – Berlin, 1967. július 27.) Afrika-kutató, vadász, a 20. század első felének meghatározó német állatfilmkészítője.

## Életpályája
Schomburgk egy építész fiaként született. Gimnáziumi tanulmányait Hamburgban, Lünebergben és Jénában végezte. 1898-ban 17 évesen Dél-Afrikába utazott egy farmra dolgozni, majd belépett az angol hadseregbe és részt vett a búr háborúban. Utána Észak-Rodéziában teljesített szolgálatot. A szolgálatból kilépve nagyvad-vadászként dolgozott egészen 1912-ig, majd több különböző operatőrrel közösen az afrikai állatok és emberek életének a bemutatásának szentelte életét. 1906-ban vezette első önálló expedícióját, amelynek során felfedezte a Schikande-folyót és a Sengwe-tavat Dél-Angolában. A következő évben megállapította, hogy az álomkór terjesztéséért a cecelégy felelős. 
Élete során többször is átszelte az afrikai kontinenst, miközben vadászott és ritka állatokat ejtett el. 1909-ben ő vitte az első afrikai elefántokat Európába, majd 1912-ben pedig a második élő törpe vízilovat a hamburgi Hagenbeck cég megbízásából. Libériai utazásai során nemcsak a törpe víziló befogása foglalkoztatta, hanem filmezte az ott élő állatok és emberek életét, továbbá részt vett Nyugat-Libéria térképének az elkészítésében is, amiért is Londonban Libéria katonai attaséjává nevezték ki. Több ismeretterjesztő és játékfilmet készített Afrikáról, és az egyik ilyen film forgatásán ismerte meg későbbi feleségét, Meg Gehrtset is. 
1933 után félzsidó származása miatt a náci propaganda teljesen háttérbe szorította; tilos volt könyveinek a megjelentetése, filmjeinek a szövegét átírták, és nevét, mint készítőjét ezekből kihagyták. Csak a világháború után nyílt újra lehetősége arra, hogy élményeiről előadásokat tartson, könyvei pedig több milliós példányszámban kerültek kiadásra. Gyűjteményét Querfurt városának ajándékozta, mely város 1959-ben díszpolgárának választotta. 
1967-ben halt meg, 87 éves korában.

## Magyarul megjelent művei
- A vadon érverése; ford. Münnich Károly; Művelt Nép, Bp., 1956 (Világjárók)
- Sátrak Afrikában. Utazások, kutatások, kalandok hat évtized folyamán; ford. Zala Zsuzsa; Gondolat, Bp., 1963 (Világjárók)

## Filmjei
- Im deutschen Sudan (1913/1917)
- Tropengift (1919)
- Im Kampf um Diamantenfelder (1921)
- Eine Weisse unter Kannibalen (1921)
- Frauen, Masken und Dämonen (1932)
- Das letzte Paradies (1932)
- Die Wildnis stirbt (1936)
- Hans Schomburgk – Mein Abschied von Afrika (1958)